# Teologie creștină
Teologia creștină este o practică a teologiei dintr-un punct de vedere creștin sau studiul teologic al creștinismului. Dată fiind influența copleșitoare exercitată de creștinism în Europa, în special în perioada pre-modernă, teologia creștină a penetrat o mare parte a culturii occidentale și reflectă deseori acea cultură.

## Sub-discipline
Printre sub-disciplinele teologiei creștine se numără:
- angelologie - studiul doctrinei despre ființele spirituale create, adică îngerii și demonii (inclusiv Satan)
- antropologie creștină - studiul doctrinei despre umanitate, în special în relație cu divinitatea
- bibliologie - studiul Bibliei în sine și al doctrinei inspirației
- cristologie - studiul lui Christos, în legătură cu conceptele de natură, persoană, ipostas, etc
- eclesiologia - studiul Bisericii creștine, inclusiv al structurii sale instituționale, a tainelor (sacramentelor) și a unora din practicile sale
- eschatologia - studiul doctrinei vremurilor din urmă
- hamartiologia - studiul păcatului
- liturgica - studiul cultului public
- pneumatologia - studiul Duhului Sfânt
- patrologie - studiul scrierilor Sfinților Părinți
- soteriologia - studiul doctrinei despre mântuire
- teodiceea - studiul naturii răului
- triadologia - studiul doctrinei despre Sfânta Treime
- teologia propriu-zisă - studiul lui Dumnezeu.

## Istorie
Istoria teologiei creștine se împletește cu istoria Bisericii și acoperă dezvoltări importante în filozofie și în istoria ideilor. Probleme specifice, cum ar fi erezia, arianismul și Reforma protestantă sunt de importanță specială.

## Metodologie
Există câteva metode de studiere a teologiei. Ele sunt, într-o ordine oarecare:
- teologia biblică - studiul teologiei așa cum este prezentată și dezvoltată de-a lungul Bibliei; accentul e pus pe revelația progresivă
- teologia sistematică - studiază teologia pe teme specifice.
  - teologia constructivă - este o abordare postmodernă a teologiei sistematice, aplicând, printre altele, teoria feministă, teologia queer, deconstrucționismul creștin
- teologia istorică - studiază teologia așa cum s-a dezvoltat (și se dezvoltă) în istorie
- teologia dogmatică - studiază teologia (sau dogma) așa cum s-a dezvoltat în diferitele confesiuni și denominațiuni religioase
- teologia pragmatică sau practică - studiază teologia în legătură cu slujirea ca slujitor bisericesc
- apologetica - studiază teologia în comparație cu alte concepții despre lume, cu scopul de a formula o apărare a credinței și de a da o provocare altor credințe
- teologia narativă - studiază o prezentare narativă a credinței, nu o dezvoltare dogmatică
- hermeneutica biblică - studiază Biblia din prisma unor seturi de reguli prescrise sau principii de interpretare (strâns înrudită fiind cu exegeza creștină).

## Școli de teologie creștină
Printre școlile menționate aici, unele privesc doar una dintre subdisciplinele menționate mai sus, iar altele privesc doar câteva dintre ele.
- teologia anglicană
- arminianismul / metodismul
- teologia baptistă
- teologia neagră
- calvinismul / teologia reformată
- teologia harismatică / penticostalismul
- dispensaționalismul
- teologia evanghelică
- teologia feministă
- fundamentalismul
- liberalismul
- teologia eliberării
- luteranismul
- neo-ortodoxismul
- teologia ortodoxă
- paleo-ortodoxismul
- personalismul
- teologia procesului
- quakerismul
- restoraționismul
- romano-catolicismul / tomismul

### Obiectul teologiei catolice
- obiectum materiale - este Dumnezeu
- obiectum formale quod - Dumnezeu ca izvor de viață, Dumnezeu sub aspectul dumnezeirii, Dumnezeu al mântuirii, Dumnezeu care sfințește, Dumnezeu creatorul și creația (creaturile)
- obiectum formale quo - cuvântul lui Dumnezeu.

Teologia și credința sunt doua realități diferite. Teologia este înțelegerea credinței, presupune încredere în autoritatea lui Dumnezeu care se revelează. Credința este răspunsul existențial al omului la revelație.
În teologie certitudinea variază în funcție de calitatea argumentelor, în credință certitudinea este funcție de credincios.
Teologia și Magisteriul (învățătura Bisericii) au același scop, apărarea tezaurului credinței și mântuirea lumii, dar au roluri diferite în atingerea acestui scop, conform doctrinei catolice:
Rolul magisteriului:
- de a păstra integre Tradiția și Scriptura
- de a evalua cu autoritate rezultatele teologiei
- de a propune noi teme teologiei

Rolul teologiei:
- de a aprofunda revelația
- de a informa pe creștini asupra rezultatelor sale
- de a colabora cu Magisteriul și de a se supune acestuia
- de a media între Magisteriu și comunitatea creștină
- de a lucra la formarea credinței
- de a descoperi devierile de la dreapta credință.

## Critici
Schopenhauer considera că religiile sunt adevărate în sensu allegorico, dar sunt minciuni în sensu proprio (adică dogmele privite drept adevăruri în  sens literal). Teologii știu foarte bine acest lucru, dar trebuie să-i mintă pe enoriași că dogmele ar fi literal adevărate.